# Анучино (Приморський край)
Анучино (рос. Анучино) — село у Анучинському районі Приморському краю Російської Федерації.
Муніципальне утворення — Анучинський муніципальний округ. Населення становить 4462 особи.

## Історія
Згідно із законом від 6 грудня 2004 року № 177-КЗ у 2004—2019 роках муніципальним утворенням було Анучинське сільське поселення.

## Населення
| 1897  | 1915  | 1926  | 1939  | 1959  | 1970  | 1979  |
| ----- | ----- | ----- | ----- | ----- | ----- | ----- |
| 1232  | ↘342  | ↗559  | ↗2653 | ↘2615 | ↗3338 | ↗4260 |
| 1989  | 2001  | 2002  | 2010  |       |       |       |
| ↗5364 | ↗5452 | ↘4772 | ↘4462 |       |       |       |